# Największe przeboje
Największe przeboje (ang. greatest hits) – zwyczajowy (obok The Best Of) tytuł albumu kompilacyjnego złożonego z najbardziej znanych utworów danego wykonawcy. 
Pierwszy raz nazwał tak swój album Johnny Mathis (Johnny’s Greatest Hits) w 1958.